# Scottish Ambulance Service
Pour les articles homonymes, voir Ambulance (homonymie).

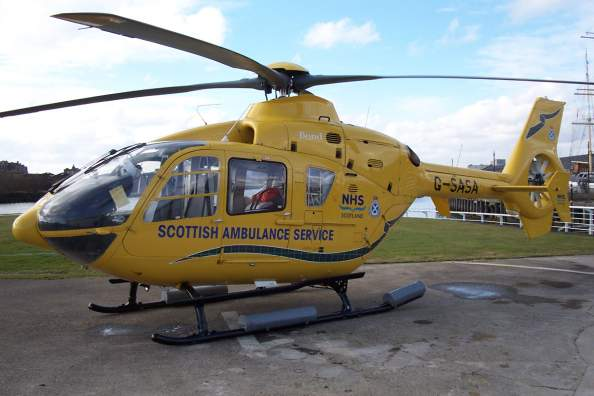
Un Eurocopter EC 135 du service écossais d'ambulance.

Le service écossais d'ambulance dessert toute l'Écosse est une agence spéciale de santé contrôlée directement par le Gouvernement écossais. Il remplit deux fonctions principales dont la fourniture d'un service d'assistance et de secours répondant aux appels du 999 ainsi qu'un service ordinaire ayant pour rôle d'emmener des patients depuis chez eux à leurs rendez-vous médicaux.
Le service possède l'unique service aérien public au Royaume-Uni, exploité sous contrat par Gama Aviation. La flotte se compose de deux hélicoptères Eurocopter EC 135 et deux avions Beech King Air 200c, qui fournissent la solution aux besoins de secours et de transferts des patients depuis des régions éloignées de l'Écosse.

## Histoire
En 1948, le nouveau Service national de santé a contraint deux organisations bénévoles, l'Association de l'ambulance de Saint Andrew et la Croix-Rouge britannique, à fournir conjointement un service national d'ambulance pour l'Écosse. Le service était connu comme le service d'ambulance écossaise de Saint Andrew et de la Croix-Rouge. La Croix-Rouge s'est retirée du service en 1967, celui-ci a été renommé service d'ambulance écossaise de Saint Andrew. 
En 1974, le service a été repris par le NHS, le titre étant raccourci au Scottish Ambulance Service. St. Andrew's First Aid, qui est le nom commercial de l'Association des ambulances de St. Andrew, continue d'être un organisme bénévole.
En 2003, il y a eu une réorganisation des centres de contrôle des ambulances en Écosse, dont huit ont été fusionnés en trois.

## Uniforme
L'uniforme d'origine pour le service était constitué d'une chemise bleu clair, d'une cravate clip noire, d'un pull bleu marine et d'un cap noir avec une crête Service.
En 1992, l'uniforme a changé en un autre de type chaudière-costume, afin de refléter les aspects pratiques de la fourniture de soins d'urgence de première ligne. Quelque temps plus tard dans les années 2000, une nouvelle version de l'uniforme sous forme de combinaison de pantalons et de chemises très semblables est apparu. Ces uniformes étaient d'une couleur verte irlandaise pour le personnel d'urgence et d'une nuance bleu clair pour le personnel du transport de patients.
En 2013/2014, l'uniforme a de nouveau été changé pour réfléchir la norme unifiée nationale NHS. Il est maintenant fourni par Dimensions et est largement similaire à tous les autres services d'ambulance au Royaume-Uni, une combinaison pantalon / chemise vert foncé avec une enveloppe PPE et un blouson bombardier associée de la même couleur. Tout le personnel, y compris le personnel du centre de contrôle, porte maintenant l'uniforme national, sauf autorisation contraire.

## Transport de patients
Le service de transport des patients emploie près de 1,6 million de patients chaque année. Ce service est fourni aux patients qui sont physiquement ou médicalement inaptes à voyager aux rendez-vous ambulatoires de l'hôpital par tout autre moyen peuvent encore faire leur rendez-vous. Le service gère également les admissions, les décharges, le transport de patients de soins palliatifs et les autres rôles spécialisés. 
Les véhicules de transport de patients sont offerts sous différentes formes et sont dotés d'assistants de soins ambulatoires, qui travaillent soit à double ou à simple équipage. Ils sont formés à soigner les patients pendant le voyage et à fournir des soins d'urgence de base.

## Chiffres
En 2012 - 2013, le service a effectué :
- 666.857 missions d'intervention sur accidents et de secours
- 1.170.105 voyages de patients ordinaires
- 3235 missions d'ambulance aériennes

Le temps de réponse moyen aux appels de détresse vitale dans l'ensemble de l'Écosse était de 6 minutes et 30 secondes. Le service comprend 4076 personnes.